# Ravil Isyanov
Ravil Ahmedullovich Isyanov, russisch Равиль Ахмедуллович Исьянов, transkribiert Rawil Achmedullowitsch Isjanow, (* 20. August 1962 in Woskressensk, Oblast Moskau; † 29. September 2021 in Los Angeles, Kalifornien) war ein russischer Schauspieler, der seit 1998 in den Vereinigten Staaten lebte.

## Leben
Ravil Isyanov wurde in 1962 im sowjetischen Woskressensk geboren, das etwa 90 km südöstlich von Moskau liegt. Während seiner Schulzeit besuchte er Kurse in Musik, Ballett und Theater, sowie in den Sportarten Eishockey, Boxen und Fußball. Seinen zweijährigen Militärdienst leistete er bei den Luftstreitkräften der Sowjetunion ab. Nach seinem Militärdienst arbeitete er für zwei Spielzeiten am Theater in Chabarowsk. Danach begann er sein Schauspielstudium unter Alexander Kalyagin am MChAT in Moskau und studierte parallel drei Sommersemester an der British American Drama Academy (BADA) in Großbritannien. Nach seinem vierjährigen Studium graduierte er 1990. Noch im selben Jahr ging er auf Einladung des Clwyd Theatr Cymru nach Clwyd in Wales. Nach dem Zusammenbruch der Sowjetunion blieb er in Großbritannien. Um seine Filmkarriere zu verfolgen, zog er 1998 ins kalifornische Los Angeles, wo er bis zu seinem Tod lebte und arbeitete.
Ravil Isyanov spielte in wiederkehrenden Rollen in Filmen und Fernsehserien häufig sowjetisch/russische Charaktere. So gab er unter anderem 1995 den Piloten einer MiG-29 in James Bond 007 – GoldenEye, 2006 General Sikorsky in The Good German – In den Ruinen von Berlin und 2008 Viktor Panchenko in Defiance – Für meine Brüder, die niemals aufgaben. In dem vierteiligen Doku-Drama der BBC Wettlauf zum Mond aus dem Jahr 2005 spielte er in den Folgen Der Aufbruch ins All und Die Apollo-Mission den sowjetischen Chefkonstrukteur von Raketenmotoren Walentin Gluschko und im Jahr 2014 Admiral Konstantin Nikolajewitsch Ruskov in vier Episoden der postapokalyptischen Fernsehserie The Last Ship, die nach dem gleichnamigen Roman von William Brinkley verfilmt wurde.
Isyanov starb im Alter von 59 Jahren an einer Krebserkrankung.

## Filmografie (Auswahl)

### Spielfilme
- 1992: Back in the USSR
- 1992: Stalin (Fernsehfilm)
- 1995: Two Deaths
- 1995: Hackers – Im Netz des FBI (Hackers)
- 1995: James Bond 007 – GoldenEye (GoldenEye)
- 1996: Deadly Voyage – Treibgut des Todes (Deadly Voyage, Fernsehfilm)
- 1996: Hamlet
- 1996: Circles of Deceit: Kalon (Fernsehfilm)
- 1997: The Saint – Der Mann ohne Namen (The Saint)
- 1997: Queen: Made in Heaven (Kurzfilm)
- 1997: Der Schakal (The Jackal)
- 1999: The Omega Code
- 2000: Escape Under Pressure
- 2000: Doomsdayer
- 2000: Octopus (Videofilm)
- 2001: The Shrink Is In – Wahnsinn auf zwei Beinen! (The Shrink Is In)
- 2001: Im Netz der Spinne (Along Came a Spider)
- 2001: Arachnid
- 2002: K-19 – Showdown in der Tiefe (K-19: The Widowmaker)
- 2003: Das Geheimnis von Green Lake (Holes)
- 2005: Mr. & Mrs. Smith
- 2006: The Good German – In den Ruinen von Berlin (The Good German)
- 2007: The Red Chalk (Kurzfilm)
- 2007: Cosmos (Kurzfilm)
- 2008: Defiance – Für meine Brüder, die niemals aufgaben (Defiance)
- 2011: Transformers 3 (Transformers: Dark of the Moon)
- 2013: Way in Rye (Kurzfilm)
- 2014: Petals on the Wind (Fernsehfilm)
- 2020: Follow Me

### Fernsehserien
- 1993: The Good Guys (Episode 2x01)
- 1993: Die Abenteuer des jungen Indiana Jones (Episode 2x07)
- 1994: Under the Hammer (Episode 1x03)
- 1994: The Lifeboat (Episode 1x09)
- 1994: EastEnders (zwei Episoden)
- 1996: Bad Boys (Episode 1x05)
- 1996: Thief Takers (Episode 2x06)
- 1997: The Man Who Made Husbands Jealous (dreiteilige Miniserie)
- 1998, 1999: Seven Days – Das Tor zur Zeit (Episoden 1x09 und 1x13)
- 2000: Buffy – Im Bann der Dämonen (Episode 5x05)
- 2001: JAG – Im Auftrag der Ehre (Episode 6x15)
- 2002: The Agency – Im Fadenkreuz der C.I.A. (Episode 2x09)
- 2001, 2003: Alias – Die Agentin (Episoden 1x02 und 2x17)
- 2003: Without a Trace – Spurlos verschwunden (Episode 2x04)
- 2005: Wettlauf zum Mond (vierteilige Fernsehdokumentation, Episoden 1x01 und 1x04)
- 2005: Welcome, Mrs. President (Episode 1x04)
- 2006: 24 – Twenty Four (drei Episoden)
- 2006: Navy CIS (Episode 4x04)
- 2007: The Unit – Eine Frage der Ehre (Episode 2x21)
- 2007: Prison Break (Episode 3x02)
- 2009: Fringe – Grenzfälle des FBI (Episode 2x06)
- 2010: Bones – Die Knochenjägerin (Episode 5x18)
- 2010: Outlaw (Episode 1x02)
- 2009, 2011: The Mentalist (Episoden 1x19 und 3x17)
- 2013–2021: Navy CIS: L.A. (sieben Episoden)
- 2013: Touch (Episode 2x10)
- 2013: Burn Notice (Episode 7x04)
- 2014: The Last Ship (sieben Episoden)

## Synchronarbeiten
- 2001: Star Trek: Away Team (Videospiel, Stimme von Ivan Verov)
- 2009: Wanted: Weapons of Fate (Videospiel, Stimme)